# Alias "La Gringa"
Alias "La Gringa" es una película peruana de 1991 dirigida por Alberto Durant con guion de José Watanabe y Chema Salcedo.
La película fue seleccionada como la candidata peruana a la Mejor Película en Lengua Extranjera en los 64 Premios de la Academia, pero no fue aceptada como nominada.

## Sinopsis
"La Gringa" (llamado así porque en una de sus fugas se disfraza de extranjera rubia, según relato suyo) es un delincuente que se fuga del penal El Frontón, pero decide volver para ayudar a un profesor universitario preso que le había salvado la vida. Mientras planifican la huida se desata un motín entre los presos senderistas.

## Reparto
Los personajes principales son:
- Germán González como La Gringa.
- Elsa Olivero como Julia, novia de La Gringa.
- Gonzalo de Miguel como el profesor Montes.
- Juan Manuel Ochoa como Loco Luna.
- Enrique Victoria[7] como Viejo, un presidiario gay.[8]
- Orlando Sacha como el alcaide.
- Ramón García como el Sargento.
- Aristóteles Picho como líder de los terroristas.[9]

## Producción
La película se basa en dos hechos reales: la vida del delincuente experto en fugas Guillermo Portugal Delgado, alías La Gringa, y la matanza de los penales en el Perú.
Se tardó cinco años en producir la película debido a la falta de financiación estatal, por lo cual se recurrió a productoras extranjeras, como TVE (España), ICAIC (Cuba) y Channel 4 (Reino Unido). Fue grabada en Lima y la prisión de El Frontón es el escenario principal.

## Restauración
En el 2020, la película ganó el estímulo económico para la preservación audiovisual del Ministerio de Cultura del Perú y empezó su proceso de restauración y remasterización junto con los títulos Malabrigo y Coraje, también dirigidos por Durant.
El trabajo del director consistió en ubicar los negativos de la película en 35mm que se encontraban en el Laboratorio Bolívar Films (coproductores de la cinta) en Caracas, para luego digitalizarlos y finalmente masterizarlos y obtener una copia con una calidad en 2K.El sonido de la película fue recuperado utilizando una copia en betacam de la cinta, ya que en la copia de 35mm encontrada, el sonido estaba bastante deteriorado.
En octubre del 2021, al conmemorarse los 30 años del estreno del film, la versión restaurada de película se exhibió gratuitamente por seis días en la plataforma Retina Latina.
El 17 de agosto del 2023, la versión restaurada de la película fue proyectada como parte de la Muestra de Clásicos Restaurados Peruanos del 27 Festival de Cine de Lima. La proyección se llevó a cabo en la Sala Azul del Centro Cultural de la PUCP.
La película ha seguido proyectándose en diversos ciclos de cine, siendo el más reciente el Ciclo de Cine Bicentenario, organizado por el Ministerio de Cultura del Perú, donde fue proyectada en la Sala Armando Robles Godoy en julio del 2024.

## Premios y nominaciones
| Año  | Lugar                      | País     | Categoría            | Nominado          | Resultado |
| ---- | -------------------------- | -------- | -------------------- | ----------------- | --------- |
| 1991 | Festival de Cine de Bogotá | Colombia | Mejor película       | Alberto Durant    | Ganador   |
| 1991 | Festival de Cine de Bogotá | Colombia | Mejor actor          | Germán González   | Ganador   |
| 1991 | Festival de Cine de Bogotá | Colombia | Mejor cinematografía | Mario García Joya | Ganador   |